# Gates of Metal Fried Chicken of Death
Gates of Metal Fried Chicken of Death é o álbum de estreia do Massacration, banda fictícia de heavy metal originalmente concebida para esquetes da trupe de comédia brasileira Hermes & Renato. Anunciado em julho de 2005 sob o título provisório "Kings of Metal Fried Chicken of Death" (em uma possível alusão ao álbum Kings of Metal de 1988 do Manowar), foi inicialmente disponibilizado para streaming no site oficial da MTV Brasil. em 4 de outubro e lançado fisicamente pela Deckdisc seis dias depois. O álbum conta com as participações de Sérgio Mallandro (na faixa "Metal Glu-Glu") e do vocalista do Ratos de Porão, João Gordo (na "Intro", em que ele é ouvido lendo uma receita de bolo com voz estrondosa e gutural), que também o produziu sob o pseudônimo de "Rick Rubinho" (parodiando Rick Rubin).
"The God Master", uma homenagem ao humorista Costinha (que foi uma grande influência para o estilo de comédia de Hermes & Renato), contém samples de seu álbum de comédia de 1981, O Peru da Festa. Da mesma forma, "Away Doom" é composta principalmente por samples de gritos do então membro do Hermes & Renato Gil Brother. "Metal Bucetation" foi retroativamente descrita pelo vocalista Bruno Sutter como um "plágio descarado" de "The Dark Ride", do Helloween. A arte da capa foi desenhada pelo cartunista e ilustrador Mozart Couto, e lembra um pouco o álbum de 1996 do Manowar Louder than Hell.
Gates of Metal Fried Chicken of Death foi aclamado pela crítica após seu lançamento, com suas composições humorísticas e inventivas e participações especiais sendo elogiadas, e de acordo com dados de 2006, vendeu mais de 40.000 cópias. Foram realizados videoclipes para "Cereal Metal", "Evil Papagali" e "Metal Is the Law", este último recebendo indicação ao Prêmio MTV Video Music Brasil em 2006, na categoria "Vídeo do Ano"; "Metal Massacre Attack (Aruê Aruô)", "Metal Bucetation" e "Metal Milkshake" foram lançados antecipadamente em 2004.
| Críticas profissionais | Críticas profissionais |
| Avaliações da crítica  | Avaliações da crítica  |
| Fonte                  | Avaliação              |
| ---------------------- | ---------------------- |
| Whiplash.net           | link                   |

Numa entrevista de 2021 para o site de notícias musicais Wikimetal, Bruno Sutter falou de forma muito favorável sobre seu trabalho em Gates of Metal Fried Chicken of Death, descrevendo-o como "um dos melhores álbuns do heavy metal brasileiro de todos os tempos".

## Faixas
Todas as letras escritas por Detonator e Blondie Hammett, todas as músicas compostas por Massacration.
| N.º | Título                                             | Duração |  |
| 1.  | "Intro" (part. João Gordo)                         | 1:25    |  |
| 2.  | "Metal Is the Law"                                 | 3:45    |  |
| 3.  | "Evil Papagali"                                    | 4:51    |  |
| 4.  | "Metal Massacre Attack (Aruê Aruô)"                | 1:54    |  |
| 5.  | "Feel the Fire... from Barbecue"                   | 3:49    |  |
| 6.  | "Metal Milkshake"                                  | 2:47    |  |
| 7.  | "The God Master"                                   | 2:17    |  |
| 8.  | "Cereal Metal"                                     | 4:00    |  |
| 9.  | "Metal Dental Destruction"                         | 5:20    |  |
| 10. | "Let's Ride to Metal Land (The Passage Is R$1.00)" | 4:46    |  |
| 11. | "Metal Glu-Glu" (part. Sérgio Mallandro)           | 3:15    |  |
| 12. | "Away Doom" (part. Gil Brother)                    | 1:53    |  |
| 13. | "Metal Bucetation[I]"                              | 6:22    |  |

↑ I "Metal Bucetation" contém uma remixagem ao estilo techno de "Metal Massacre Attack (Aruê Aruô)" como faixa escondida aos 4:04, após 30 segundos de silêncio.

## Ficha técnica
Massacration
- Detonator (Bruno Sutter) – vocais
- Blondie Hammett (Fausto Fanti) – guitarra solo, vocais adicionais
- Metal Avenger (Marco Antônio Alves) – baixo, vocais adicionais

Músicos adicionais
- João Gordo – voz (faixa 1)
- Sérgio Mallandro – co-vocal (faixa 11)
- Gil Brother – vocais (faixa 12)
- Straupelator (Fernando Lima) – bateria

Produção
- Rick Rubinho (João Gordo) – produção
- Mozart Couto – arte da capa
- João Augusto – direção de arte
- Sérgio Soffiatti – gravação, mixagem
- Carlos Freitas – masterização
- Ricardo Zupa, Felipe Aguillar – fotografia